# Гермітедж (Міссурі)
Гермітедж (англ. Hermitage) — місто (англ. city) в США, в окрузі Гікорі штату Міссурі. Населення — 621 особа (2020).

## Географія
Гермітедж розташований за координатами 37°56′42″ пн. ш. 93°19′44″ зх. д. / 37.94500° пн. ш. 93.32889° зх. д. (37.945134, -93.328956).  За даними Бюро перепису населення США в 2010 році місто мало площу 3,23 км², з яких 3,23 км² — суходіл та 0,00 км² — водойми.

## Демографія
Згідно з переписом 2010 року, у місті мешкало 467 осіб у 200 домогосподарствах у складі 106 родин. Густота населення становила 144 особи/км².  Було 237 помешкань (73/км²).
Расовий склад населення:
| - 96,6 % — білих - 0,4 % — корінних американців - 0,4 % — чорних або афроамериканців |

До двох чи більше рас належало 2,1 %. Частка іспаномовних становила 0,6 % від усіх жителів.
За віковим діапазоном населення розподілялося таким чином: 12,8 % — особи молодші 18 років, 46,1 % — особи у віці 18—64 років, 41,1 % — особи у віці 65 років та старші. Медіана віку мешканця становила 60,3 року. На 100 осіб жіночої статі у місті припадало 85,3 чоловіків;  на 100 жінок у віці від 18 років та старших — 82,5 чоловіків також старших 18 років.
Середній дохід на одне домашнє господарство  становив 36 101 долар США (медіана — 26 071), а середній дохід на одну сім'ю — 42 472 долари (медіана — 34 750). Медіана доходів становила 36 188 доларів для чоловіків та 21 290 доларів для жінок. За межею бідності перебувало 26,9 % осіб, у тому числі 40,6 % дітей у віці до 18 років та 16,8 % осіб у віці 65 років та старших.
Цивільне працевлаштоване населення становило 284 особи. Основні галузі зайнятості: роздрібна торгівля — 33,8 %, освіта, охорона здоров'я та соціальна допомога — 25,7 %, будівництво — 11,6 %, науковці, спеціалісти, менеджери — 6,0 %.